# 平山勉
平山 勉（ひらやま つとむ、1983年 - ）は、日刊電波新聞を発行する株式会社電波新聞社の代表取締役社長。東京都出身。

## 経歴
2006年、慶應義塾大学経済学部卒。卒業後、三井住友海上火災保険株式会社に入社。2014年、同社を退社して京都大学法曹養成専攻に入学。
2015年に電波新聞社に入社。2016年、電波新聞社取締役に就任。2017年12月1日、電波新聞社代表取締役社長に就任。